# Aimaras
Los aimaras (en aimara: Archivo de audio "Ay-aymara. oga" no encontrado), a veces escrito aymaras, son un pueblo indígena originario de América del Sur que habita, desde tiempos precolombinos, el altiplano andino y zonas adyacentes como los valles interandinos y los yungas. Su presencia se concentra principalmente en el occidente de Bolivia, el sur del Perú y el extremo norte de Chile.
Con una historia que antecede a la expansión del Tahuantinsuyo, los aimaras desarrollaron complejas formas de organización social, agrícola y ritual en un entorno ecológicamente diverso. En la actualidad, constituyen una de las poblaciones indígenas más numerosas de los Andes centrales, con una identidad étnica, lingüística y territorial fuertemente arraigada.

## Denominación
El concepto de Aimara aparece de manera definitiva durante el Virreinato y, salvo excepciones, no fue utilizado para identificar sociopolíticamente a ningún grupo poblacional de los Andes. Todas estas formaciones sociopolíticas, consideradas verdaderas naciones durante los siglos xv y xvi (reinos aimaras), fueron agrupadas bajo la etiqueta "aimara", con fines económicos. Sin embargo, se mantuvieron las denominaciones originarias para describir las organizaciones políticas más relevantes, de acuerdo con los intereses económicos, eclesiásticos o administrativos territoriales fluctuantes de la colonia.
Los antecesores de los actuales aimaras no se identificaban con ese nombre. Los incas los llamaban collas, hasta que en 1559 el español Juan Polo de Ondegardo y Zárate los denominó "aymaras", a partir de la información lingüística obtenida en el Collao de una pequeña colonia de mitimaes quechuas. Este grupo había adoptado el idioma local y se autodenominaba "aymara", aunque provenían de los alrededores de Cuzco. En español, esta designación pasó a referirse al idioma, cuyo nombre original era jaqi aru ("lengua de la humanidad"). Posteriormente, el término se extendió a quienes hablaban este idioma, quienes se identificaban asimismos como jaqi.
Los documentos tempranos hispánicos no mencionan un nombre propio para el idioma. Los cronistas Cieza de León y Pedro Pizarro se refieren a él como "lengua del Collao" y "lengua de los collas" respectivamente. En 1559, Juan Polo de Ondegardo, entonces corregidor del Cusco, escribió la relación De los errores y supersticiones de los indios tras convocar una junta de "indios viejos que habían quedado" (de la época inca), quienes le sirvieron de informantes. A partir de este trabajo, Ondegardo identificó un grupo de mitimaes originario de la región cuzqueña que había adoptado el habla aimaraica de su nuevo entorno. Tomando la parte por el todo, se comenzó a utilizar el nombre de esta etnia trasplantada para referirse al idioma. Así, en las publicaciones del III Concilio Limense (1584-1585), que incorporan tun extracto de la  obra de Ondegardo, aparece por primera vez la palabra "aymara" explícitamente aplicada a la lengua.
Los reinos, señoríos o pueblos que ancestralmente hablaron o hablan este idioma son: Aullaga, Collagua, Cana, Canchi, Carangas, Charcas, Yuncas, Soras, Chuis, Lípes, Jujuyes, Chichas, Omasuyos (uma ‘agua’ y suyu ‘lado’); Pacajes (pacajaki, paca, ‘águila’ y jaquis ‘gente’); Lupaca (lupijaki, Lupi, ‘sol’, y jaqui: ‘gente’); Quillacas, Kollas (Qulla ‘sabio’); Larecaja (lari 'pájaro' y jaqi 'gente').
A estos pueblos se les ha atribuido una identidad común bajo el nombre qullasuyu (o Collasuyo), y conformaron una parte del Imperio inca.

## Origen
Los aimaraes o aymaras emergieron tras la caída de Tiahuanaco. Esta cultura fue precursora en el desarrollo de la cultura andina, antes del ascenso del Imperio incaico. Actualmente, la presencia aimara se extiende por Bolivia, Perú, Chile y Argentina.
La etimología del término "aimara" sigue siendo motivo de debate. Según un informe unilateral del Perú, el origen del término "aimara" (Archivo de audio "Ay_aymara_001. ogg" no encontrado [aj. ˈma. ɾa]) es incierto, aunque se ha sugerido que provendría de un etnónimo del departamento de Apurímac. Otras teorías lo sitúan en los Andes centrales, particularmente en la serranía central del Perú, desde donde se habría extendido hacia el sur como lingua franca, siendo adoptada por diversos pueblos, especialmente por aquellos vinculados a la cultura wari. Durante el Intermedio Tardío, el aimara fue progresivamente desplazado por el quechua, que se expandió desde la costa hasta el Cuzco, en lo que parece haber sido un proceso militar y territorial. En el altiplano, el pueblo aimara se habría organizado en diversos señoríos o reinos, entre ellos los Lupacas, Pacajes, Carancas, Quillaguas y Charcas, mencionados por Ludovico Bertonio.
El origen prehispánico de la cultura aimara sigue siendo objeto de debate entre antropólogos e historiadores. Una de las principales hipótesis, defendida por investigadores como Carlos Ponce Sanginés o Max Uhle, plantea que los aymaras descienden directamente de la cultura Tiwanaku. Algunos cronistas, como Reginaldo de Lizárraga, describen al pueblo puquina como próspero y ligado a la agricultura y ganadería, mientras que Guamán Poma de Ayala lo retrata como un pueblo pobre y con carencias materiales. Esta discrepancia ha generado debate sobre la lengua predominante en Tiwanaku, aunque evidencias arqueológicas, como cerámicas, esculturas y textiles, sugieren un alto nivel de desarrollo. Investigaciones de Max Uhle y otros especialistas han identificado vocablos aimaras en zonas selváticas conquistadas por Tiwanaku, reforzando la hipótesis de una conexión lingüística y cultural.
Según hallazgos de Carlos Ponce Sanginés, Tiwanaku habría colapsado debido a conflictos internos y una severa sequía. Dataciones de carbono-14 en restos cerámicos han permitido establecer su cronología, desde su origen como aldea hasta su declive como imperio. Evidencias arqueológicas indican que, en su etapa final, la población se desplazó hacia asentamientos periféricos, lo que coincide con la transición a la época de los señoríos aimaras (1150 d. C.). Un ejemplo de este proceso es Caquiaviri, capital del señorío Pacajes, que habría ganado relevancia tras la caída de Tiwanaku. Evidencias arqueológicas indican que, en su etapa final, la población se desplazó hacia asentamientos periféricos, lo que coincide con la transición a la época de los señoríos aimaras (1150 d. C.). Un ejemplo de este proceso es Caquiaviri, capital del señorío Pacajes, que habría ganado relevancia tras la caída de Tiwanaku.
El origen de la lengua aimara también ha sido objeto de debate. Alfredo Torero (1972) y sus seguidores propusieron un origen en la parte central del Perú, con una expansión posterior. Teresa Gisbert (1987), basándose en algunos cronistas, planteó un origen desde el sur (región de Copiapó), con una expansión hacia el norte. Lucy Briggs (1994), en cambio, percibió un patrón de expansión desde el núcleo de Tiwanaku.[cita requerida]
Algunos estudiosos sugieren que el aimara tuvo su origen en la sierra central del actual Perú (Heggarty, 2008), aunque Torero y Rodolfo Cerrón favorecen un origen costeño. Se ha planteado que una forma temprana del aimara ya se hablaba en sitios arqueológicos como Nasca y Paracas, y que desde allí se expandió hacia Yauyos y Ayacucho. La cultura Wari (550-1000 d. C.) ha sido identificada como el principal motor de esta expansión, dado que los pastores de llamas que manejaban el comercio entre los wari y sus periferias habrían difundido la lengua. Posteriormente, la caída de los wari pudo haber favorecido la expansión del quechua y el desplazamiento del aimara hacia el sur. Cerrón también menciona una tercera expansión aimara desde la región de Apurímac, lo que podría haber dado origen al nombre de la lengua.

## El Collasuyo

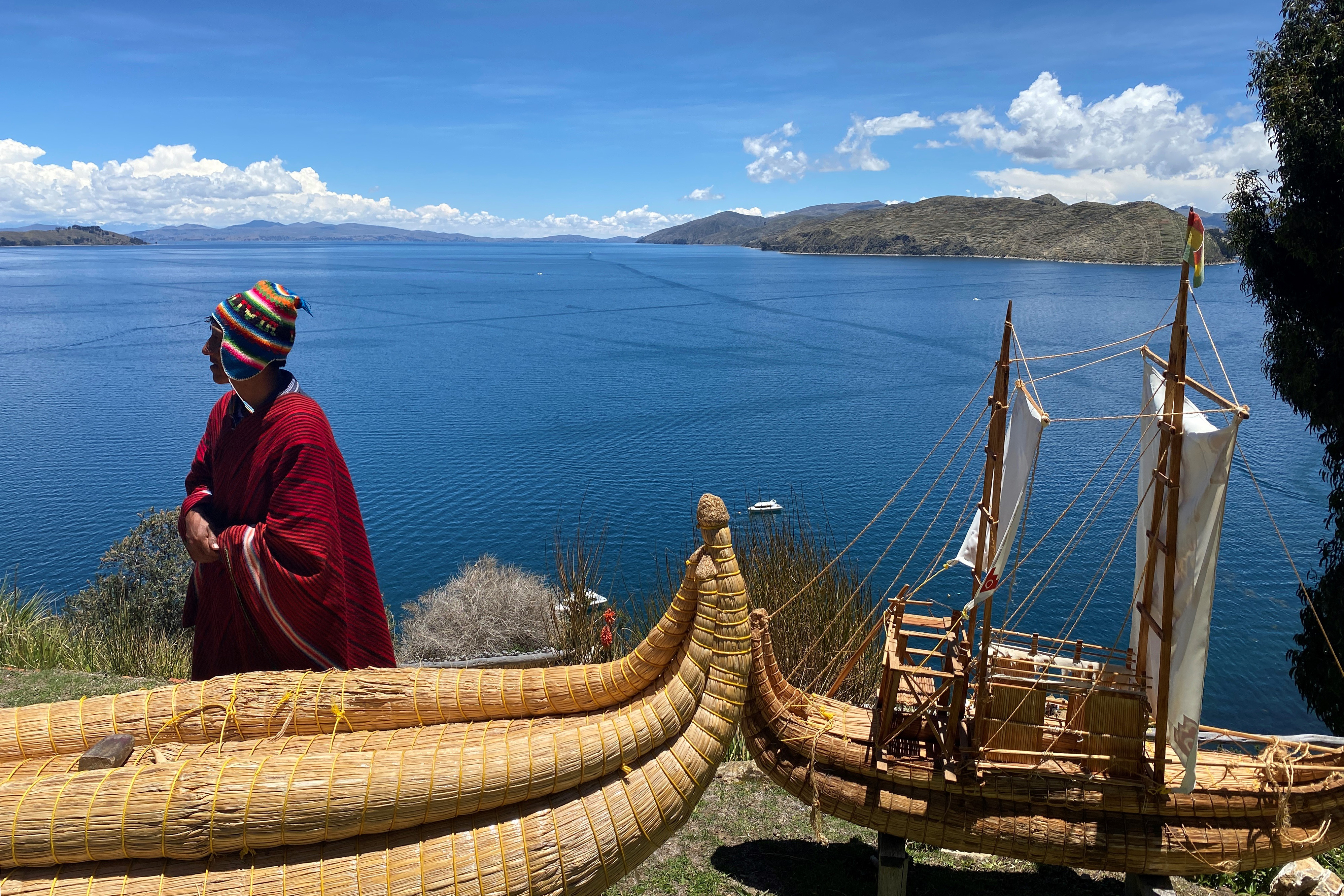
Aimara junto a un barco hecho de totora, en el lado boliviano del lago Titicaca

A mediados del siglo xv, el reino colla conservaba un extenso territorio cuya capital en Hatun-Colla. El inca Viracocha realizó incursiones en la región, pero fue su hijo Pachacútec, quien la conquistó definitivamente. Al norte del reino colla se encontraban los lupacas, mientras que al sur estaba la Confederación Charca Takusis, integrada por dos grupos: los Carangas y Quillacas, ubicados en torno al lago Poopó, y los Charcas, que ocupaban el norte de Potosí y parte de Cochabamba. Tanto los charcas como los collas hablaban aimara.
La cultura material de los carangas presenta extensas necrópolis o chullpares, algunas de las cuales conservan todavía restos de pintura en sus muros exteriores. Una vez que los carangas fueron conquistados por los incas, Huayna Cápac los llevó a trabajar al valle de Cochabamba como mitimaes. El señorío denominado Charca, al que estaban adscritos cara-caras, fue conquistado por los incas en tiempo de Túpac Inca Yupanqui y llevados a la conquista de Quito. Por su parte, el pueblo de los cara-cara era tan belicoso como el charca y aún más. En su territorio tienen lugar aun hoy en día luchas denominadas T'inkus.
El inca Lloque Yupanqui inició la conquista del territorio aimara a finales del siglo xiii, la que fue continuada por sus sucesores hasta que a mediados del siglo xv fue completada por Pachacútec al derrotar a Chuchi Kápak. De todas formas, se cree que los incas tuvieron una gran influencia de los aimaras durante algún tiempo, ya que su arquitectura, por la cual son muy conocidos los incas, fue claramente modificada sobre el estilo tiahuanacota y finalmente los aimaras conservaron un grado de autonomía bajo el imperio Inca.[cita requerida] Posteriormente, los aimaras del sur del Titicaca se rebelaron y, tras rechazar el primer ataque de Túpac Yupanqui, este volvió con más tropas y los sometió.
Su población se estima en 1 a 2 millones de personas durante el Imperio inca, eran el principal pueblo del Collasuyo, ocupando todo el occidente de Bolivia, norte de Chile, sur de Perú y el noroeste de Argentina. Tras la conquista española en menos de un siglo se redujeron a cerca de 200 000 sobrevivientes, o menos. Tras la independencia su población empezó a recuperarse.

## Actualidad
En la actualidad, la mayor parte de los aimaras viven ahora en la región del lago Titicaca y están concentrados en el sur del lago. El centro urbano de la región aimara es El Alto, ciudad de 750 000 habitantes y también en  La Paz, sede de gobierno de Bolivia. Además, muchos aimaras viven y trabajan como campesinos en los alrededores del Altiplano. Se estima en 1 600 000 a los bolivianos aimara-parlantes. Entre 300 000 y 500 000 peruanos utilizan la lengua en los departamentos de Puno, Tacna, Moquegua y Arequipa y en Chile hay 156 000 aimaras mayoritariamente en las áreas de Arica, Iquique, Antofagasta y Santiago.
Un grupo menor se halla en la provincia argentina de Jujuy.
El aimara utilizó un tipo de proto-khipus, sistema nemotécnico de contabilidad básica común a varios pueblos precolombinos, como los de Caral-Supe y wari (anteriores a los aimara) y los incas. No existen evidencias de que hayan tenido un lenguaje escrito, a pesar de que algunos, como William Burns Glyn, sostienen que los quipus incaicos pudieron ser una forma de ello.

## Demografía

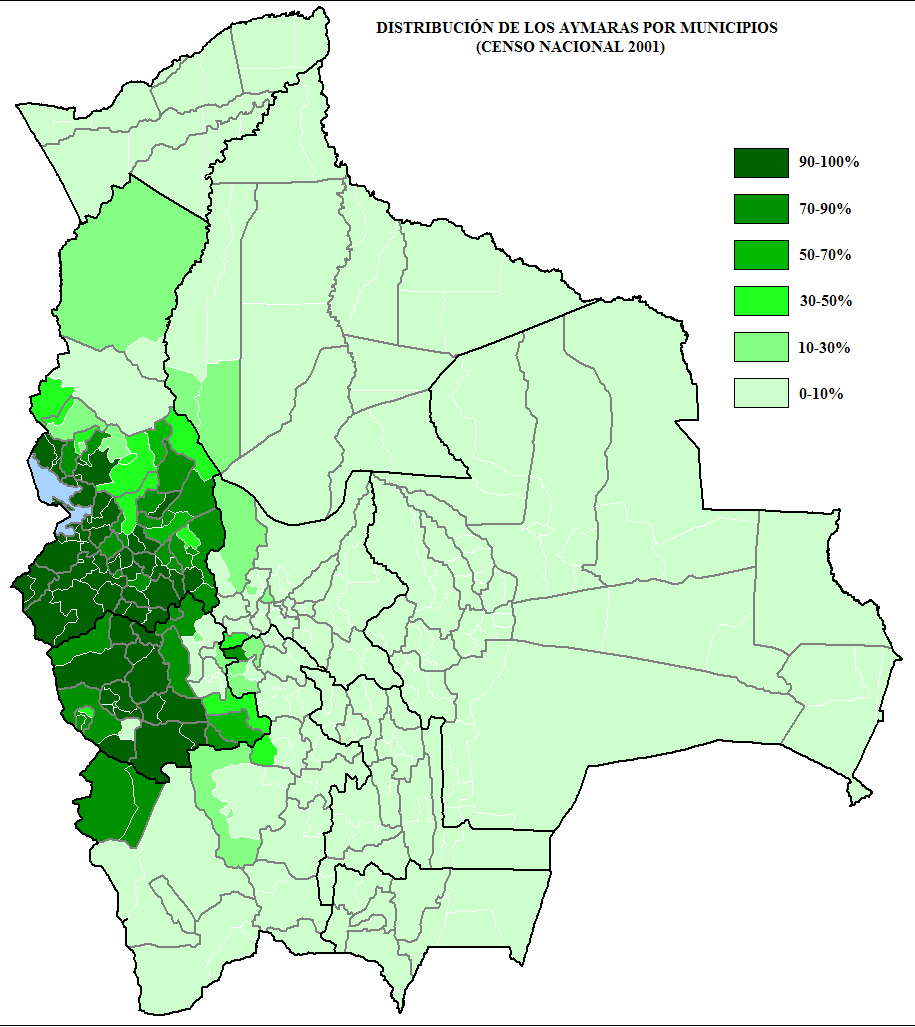
Distribución de aimaras por provincia en Bolivia de acuerdo con el censo de 2001.

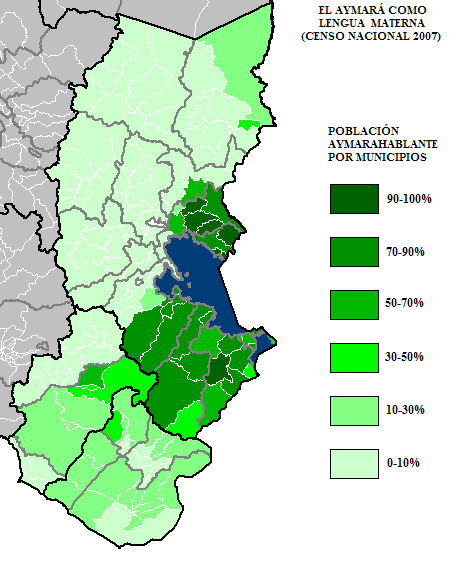
Distribución de aimaras por distrito en los departamentos de Puno, Moquegua y Tacna (Perú) de acuerdo al Censo 2007.

Pueblos indígenas de Chile.

| País      | Población aimara | Año del censo | Referencia |
| Bolivia   | 1 191 352        | 2012          | [ 30 ]     |
| Perú      | 548 292          | 2017          | [ 31 ]     |
| Chile     | 156 754          | 2017          | [ 32 ]     |
| Argentina | 19 247           | 2022          | [ 4 ]      |

### Aimaras en Argentina
La Encuesta Complementaria de Pueblos Indígenas (ECPI) 2004-2005, complementaria del Censo Nacional de Población, Hogares y Viviendas 2001 de Argentina, dio como resultado que se reconocieron o descienden en primera generación del pueblo aimara 4104 personas en Argentina.
El Censo Nacional de Población de 2010 en Argentina reveló la existencia de 20 822 personas que se autorreconocieron como aimaras en todo el país, 9606 de los cuales en la ciudad de Buenos Aires, 6152 en la provincia de Buenos Aires, 773 en la de Jujuy, 358 en la de Neuquén y 326 en la de Tucumán.
Existe una única comunidad con personería jurídica reconocida por el Estado nacional, la Comunidad Aborigen Rodeo San Marcos Luján La Huerta, que es conjunta entre los pueblos aimara, kolla y omaguaca, y se encuentra en la localidad de Santa Victoria Oeste en la provincia de Salta.

### Aimaras en Bolivia
La población que se autorreconoció como aimara en el censo boliviano de 2001 fue de 1 277 881 personas. Este número bajó a 1 191 352 en el censo de 2012. En 2005 fue electo como presidente Juan Evo Morales Ayma, nacido en Orinoca y de etnia Aimara. Gobernó ininterrumpidamente hasta el 10 de noviembre de 2019.

### Aimaras en Perú
El censo nacional de 2017 reveló que el 2,4 % de la población de 12 y más años de edad (548 292) se autoidentificó como de origen aimara.
A los aimaras generalmente se les agrupa en un solo grupo etnolingüístico, pero se pueden reconocer varios grupos, entre los que destacan los lupacas, urus y pacajes. La población aimara se encuentra principalmente en 6 provincias del departamento de Puno y en algunos distritos rurales de los departamentos de Moquegua y Tacna En las protestas contra el gobierno de Dina Boluarte durante el 2023, la población aimara es la más activa del sur del Perú.
Dentro de las etnias aimaras en el Perú, también se incluyen a dos etnias aisladas geográficamente de las demás etnias aimaras que por tradición habitan los alrededores de la meseta del Collao. Estas etnias son los jacarus y los cauquis, que habitan las sierras del distrito de Tupe, provincia de Yauyos, en la región Lima. Las lenguas de estas etnias fueron estudiadas por primera vez en 1959 por Martha Hardmann, catalogándolas en la familia aru o aimara.

### Aimaras en Chile
Según el censo del año 2017,156.754 personas se identificaron como aimaras, concentrándose principalmente en las regiones de Arica y Parinacota (donde son el 26,3% de la población regional) y Tarapacá (el 14,8%).

## Costumbres

### Wiphala

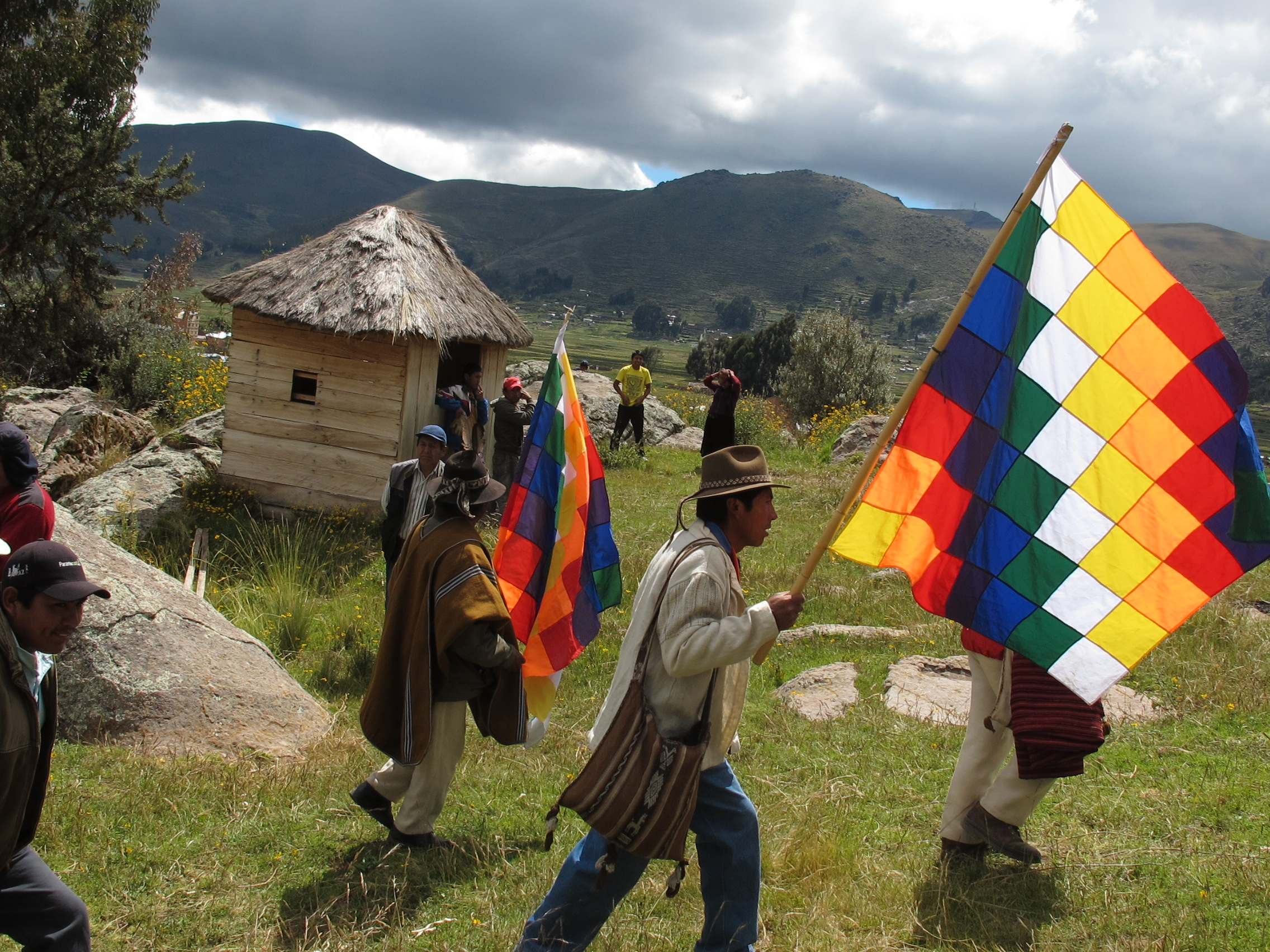
Aimaras enarbolando la wiphala durante una ceremonia cultural.

Su idioma es la lengua aimara, aunque muchos de ellos hablan castellano como consecuencia de la colonización o conquista española.
Más allá del debate histórico, actualmente las organizaciones aimaras y demás movimientos sociales suelen usar la wiphala en manifestaciones y reivindicaciones políticas y en ceremonias religiosas y culturales.
El debate sobre si el uso actual del wiphala se corresponde con la historia o no sigue abierto.

### Uso de la hoja de coca
Algunas personas practican el acullico, práctica consistente en el consumo de la hoja sagrada de coca (Erythroxylum coca). Por su condición de hoja sagrada durante la época del imperio incaico, su uso estaba restringido al inca, nobleza y sacerdotes bajo pena de muerte. Además del uso en masticación, utilizan las hojas de coca en remedios al igual que en rituales.
Durante este último siglo, estas plantaciones les han traído conflictos con las autoridades, por prevenir la creación de la droga cocaína. Sin embargo, la coca tiene gran participación en la religión de los aimaras, al igual que antes con los incas y últimamente se ha convertido en un símbolo cultural de su identidad. Los cultos de Amaru, Mallku y Pachamama son las formas más antiguas de celebración que los aimaras aún realizan.

## Calendario aimara

### Año Nuevo Aimara
Aún no existen fundamentos históricos para determinar tal fecha (21 de junio) coincide con el solsticio de invierno, el cual fue festejado ancestralmente por el pueblo quechua en la fiesta del Inti Raymi.
A partir del año 2013, el día 21 de junio es "feriado nacional inamovible" en Bolivia.

#### Recibimiento del Sol
En Tiahuanaco, los comunarios y turistas que se acercan a conocer y compartir esta fiesta milenaria realizan el día 20 de junio una víspera similar al Año Nuevo tradicional para despedir el año viejo. A partir de entre las 6:00 y 7:00 de la mañana, se preparan con música folclórica tradicional y rituales para recibir el nuevo año frente a la Puerta del Sol con la entrada de los primeros rayos del sol, como también la llegada del solsticio de invierno.

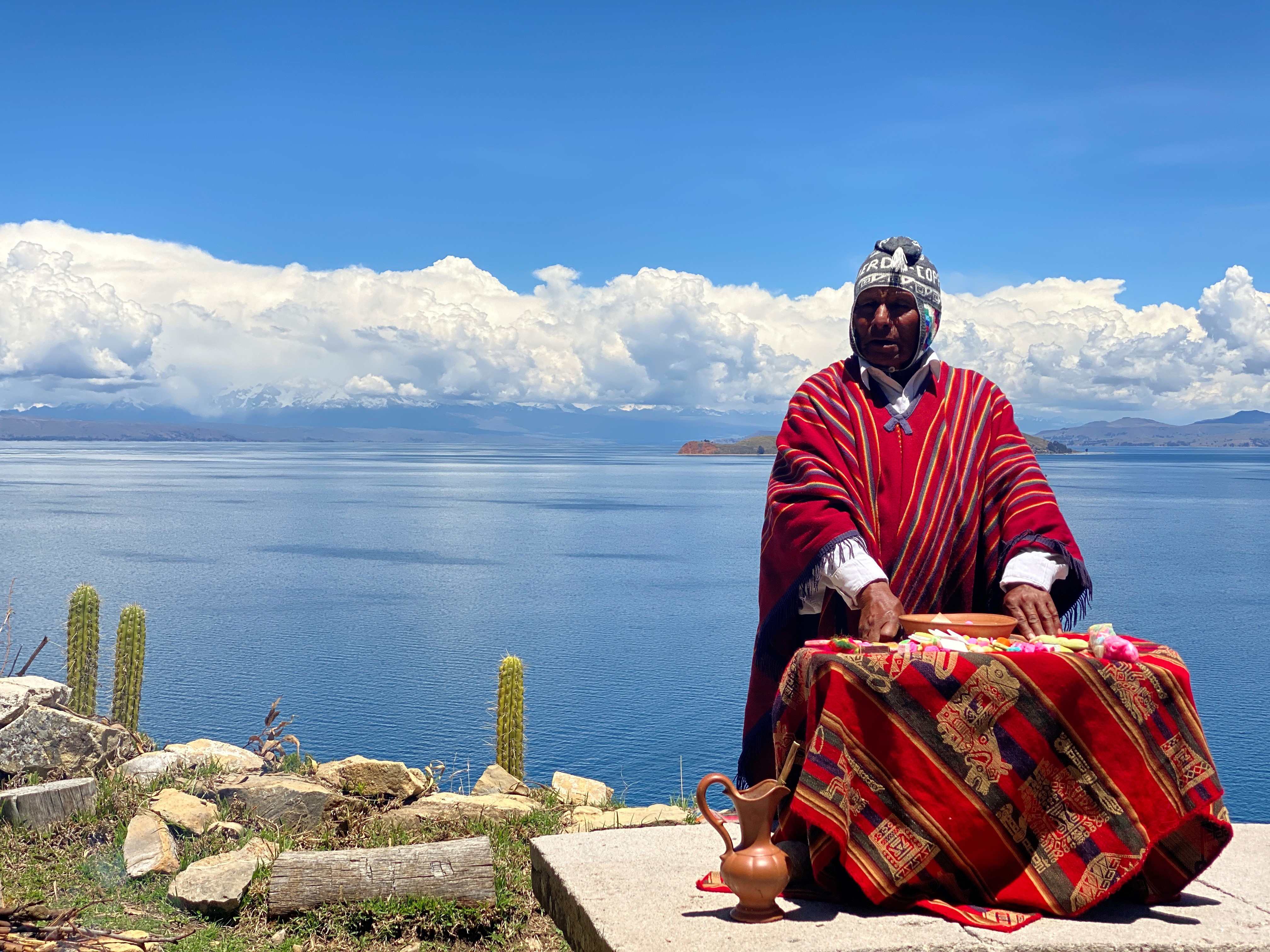
El yatiri realizando un ritual sagrado en el lado boliviano del lago Titicaca. Traducido al español, Yatiri significa "sabio", y es una autoridad espiritual en la cultura aimara que desempeña un rol mediador entre la naturaleza y el hombre.

#### Creencias
Esta tradición milenaria que se ha conservado en su cosmovisión ancestral, dice que la llegada de cada año es para el bienestar y la buena fertilización de la cosecha. Lo mismo y similar al año nuevo tradicional, para los creyentes los años venideros serán de gran prosperidad para quienes lo deseen. Los sacerdotes de la comunidad realizan rituales y agradecen a la Pachamama solicitando su bendición.
Algunos conceptos propios de dicha cosmovisión, (como el suma qamaña), fueron recogidos en la última reforma constitucional boliviana como parte de la política del gobierno de Evo Morales, para la dignificación de la identidad indígena.
Su creencia no se aprecia en forma de adoraciones exageradas en lo abstracto o invisible. Tienen una religiosidad viviente, donde los vivos y los muertos no dejan de existir, es decir, solo cumplen un ciclo de vida para volver al inicio. Las divinidades son energías y son sus sobrevivencias.
El Tata-Inti o Dios Sol y la Pachamama o Madre Tierra son los puntos de partida de todo. Por eso toda ceremonia se inicia mirando hacia arriba, hacia el sol.

## Personalidades
A lo largo de los territorios aimaras comprendidos entre los diferentes países de Sudamérica surgieron diferentes liderazgos que promovieron el ejercicio de los derechos culturales, territoriales y políticos de los aimara, sólo entre el siglo XIX y XX podemos citar:
- Felipe Quispe[46]
- Rita Puma[47]
- Rosa Palomino[48]
- Santos Marka T'ula[49]